# Weltmeisterschaften im Trampolinturnen 2015
Die 31. Turn-Weltmeisterschaften im Trampolinturnen fanden 2015 in Odense, Dänemark statt.

## Ergebnisse

### Männer Einzel
| Rang | Land                | Turner                 |
| ---- | ------------------- | ---------------------- |
|      | Volksrepublik China | Gao Lei                |
|      | Belarus             | Uladsislau Hantscharou |
|      | Russland            | Andrei Judin           |

### Männer Team
| Rang | Land                | Turner                                                        |
| ---- | ------------------- | ------------------------------------------------------------- |
|      | Russland            | Sergej Azarian Andrei Judin Dmitri Uschakow Michail Melnik    |
|      | Volksrepublik China | Xiao Jinyu Dong Dong Gao Lei Tu Xiao                          |
|      | Belarus             | Mikalaj Kasak Oleg Rabtsau Uladsislau Hantscharou Artiom Zhuk |

### Synchron Männer
| Rang | Land                | Turner                               |
| ---- | ------------------- | ------------------------------------ |
|      | Volksrepublik China | Tu Xiao Dong Dong                    |
|      | Belarus             | Mikalaj Kasak Uladsislau Hantscharou |
|      | Frankreich          | Allan Morante Sébastien Martiny      |

### Doppel Mini-Trampolin Männer
| Rang | Land               | Turner          |
| ---- | ------------------ | --------------- |
|      | Vereinigte Staaten | Austin White    |
|      | Russland           | Mikhail Zalomin |
|      | Australien         | Matthew Weal    |

### Doppel Mini-Trampolin Team Männer
| Rang | Land               | Turner                                                                |
| ---- | ------------------ | --------------------------------------------------------------------- |
|      | Russland           | Aleksander Zebrow Aleksander Odintsow Mikhail Zalomin Andrei Gladenko |
|      | Kanada             | Kyle Carragher Denis Vachon Jonathon Schwaiger Douglas Armstrong      |
|      | Vereinigte Staaten | Alexander Renkert Austin Nacey Austin White Garret Waterstradt        |

### Tumbling Männer
| Rang | Land                | Turner         |
| ---- | ------------------- | -------------- |
|      | Volksrepublik China | Yang Song      |
|      | Russland            | Timofey Podust |
|      | Volksrepublik China | Luo Zhang      |

### Tumbling Team Männer
| Rang | Land                | Turner                                                          |
| ---- | ------------------- | --------------------------------------------------------------- |
|      | Russland            | Andrey Krylow Grigori Noskow Tagir Murtasajew Timofey Podust    |
|      | Volksrepublik China | Zhang Luo Yang Song Lui Longji Wenchao Meng                     |
|      | Vereinigte Staaten  | Jackson Tyson Austin Nacey Alexander Renkert Brandon Krzynefski |

### Damen Einzel
| Rank | Land                | Turnerin           |
| ---- | ------------------- | ------------------ |
|      | Volksrepublik China | Li Dan             |
|      | Volksrepublik China | Liu Lingling       |
|      | Belarus             | Tazzjana Pjatrenja |

### Damen Team
| Rank | Land                | Turnerin                                                          |
| ---- | ------------------- | ----------------------------------------------------------------- |
|      | Volksrepublik China | He Wenna Li Dan Liu Lingling Zhong Xingping                       |
|      | Belarus             | Palina Badyhina Tazzjana Pjatrenja Hanna Hartschonak Maria Lon    |
|      | Russland            | Wiktorija Woronina Yana Pawlowa Anna Kornetskaja Nadezhda Glebowa |

### Synchron Damen
| Rang | Land                | Turner                               |
| ---- | ------------------- | ------------------------------------ |
|      | Volksrepublik China | Li Dan Zhong Xingping                |
|      | Belarus             | Tazzjana Pjatrenja Hanna Hartschonak |
|      | Ukraine             | Maryna Kyjko Natalija Moskwina       |

### Doppel Mini-Trampolin Damen
| Rang | Land                   | Turner       |
| ---- | ---------------------- | ------------ |
|      | Vereinigte Staaten     | Erin Jauch   |
|      | Vereinigtes Königreich | Jasmin Short |
|      | Schweden               | Lina Sjöberg |

### Doppel Mini-Trampolin Team Damen
| Rang | Land                   | Turner                                                   |
| ---- | ---------------------- | -------------------------------------------------------- |
|      | Kanada                 | Arden Oh Danielle Gruber Tamara O’Brien Karine Dufour    |
|      | Vereinigtes Königreich | Kirsty Mollie Way Sapphire Dallard Jasmin Short          |
|      | Vereinigte Staaten     | Tristan van Natta Paige Howard Erin Jauch Kristie Lowell |

### Tumbling Damen
| Rang | Land                   | Turner             |
| ---- | ---------------------- | ------------------ |
|      | Volksrepublik China    | Jia Fangfang       |
|      | Vereinigtes Königreich | Lucie Coleback     |
|      | Volksrepublik China    | Chen Lingxi        |
|      | Russland               | Anna Korobeinikowa |

### Tumbling Team Damen
| Rang | Land                   | Turner                                                                     |
| ---- | ---------------------- | -------------------------------------------------------------------------- |
|      | Volksrepublik China    | Chen Lingxi Jia Fangfang Yujie Yang Cai Qizi                               |
|      | Vereinigtes Königreich | Yasmin Taite Ashleigh Long Lucie Colebeck Rachel Davies                    |
|      | Russland               | Wiktorija Danilenko Natalja Parakhina Anna Korobeinikowa Anastasia Isupowa |

### Medaillenspiegel
| Rang | Nation                 | Gold | Silber | Bronze | Gesamt |
| ---- | ---------------------- | ---- | ------ | ------ | ------ |
| 1    | Volksrepublik China    | 8    | 3      | 2      | 13     |
| 2    | Russland               | 3    | 2      | 4      | 9      |
| 3    | Vereinigte Staaten     | 2    | 1      | 2      | 5      |
| 4    | Kanada                 | 1    | 1      | -      | 2      |
| 5    | Belarus                | -    | 4      | 2      | 6      |
| 6    | Vereinigtes Königreich | -    | 4      | -      | 4      |
| 7    | Australien             | -    | -      | 1      | 3      |
| 7    | Frankreich             | -    | -      | 1      | 1      |
| 7    | Schweden               | -    | -      | 1      | 1      |
| 7    | Ukraine                | -    | -      | 1      | 1      |